# UFC Fight Night: Cowboy vs. Edwards
UFC Fight Night: Cowboy vs. Edwards（ユーエフシー・ファイトナイト：カウボーイ・バーサス・エドワーズ、別名UFC Fight Night 132）は、アメリカ合衆国の総合格闘技団体「UFC」の大会の一つ。2018年6月23日、シンガポール・カランのシンガポール・インドア・スタジアムで開催された。

## 大会概要
本大会ではドナルド・セラーニとレオン・エドワーズによるウェルター級戦が組まれた。

## 試合結果

### プレリミナリーカード
第1試合 女子フライ級 5分3R
○  キム・ジヨン vs.  メリンダ・ファビアン ×
3R終了 判定2-1（29-28、28-29、29-28）
第2試合 フライ級 5分3R
○  佐々木憂流迦 vs.  ジェネル・ラウザ ×
2R 4:04 リアネイキドチョーク
第3試合 フライ級 5分3R
○  マット・シュネル vs.  井上直樹 ×
3R終了 判定2-1（29-28、28-29、29-28）
第4試合 女子ストロー級 5分3R
○  ヤン・シャオナン vs.  ビビアン・ペレイラ ×
3R終了 判定3-0（29-28、29-28、30-27）
第5試合 ウェルター級 5分3R
○  ジェイク・マシューズ vs.  安西信昌 ×
1R 3:44 TKO（リアネイキドチョーク）
第6試合 ウェルター級 5分3R
○  ソン・ケナン vs.  エクトル・アルダナ ×
2R 4:45 TKO（右ストレート→パウンド）
第7試合 フェザー級 5分3R
○  シェーン・ヤング vs.  ロランド・ディ ×
2R 4:40 TKO（スタンドの右肘打ち→パンチ連打）
第8試合 バンタム級 5分3R
○  ソン・ヤドン vs.  フェリペ・アランテス ×
2R 4:59 TKO（スタンドの右肘打ち→パウンド）
第9試合 バンタム級 5分3R
○  ピョートル・ヤン vs.  石原夜叉坊 ×
1R 3:28 TKO（右ストレート→パウンド）

### メインカード
第10試合 ウェルター級 5分3R
○  リー・ジンリャン vs.  阿部大治 ×
3R終了 判定3-0（30-26、30-27、30-27）
第11試合 女子フライ級 5分3R
○  ジェシカ・アイ vs.  ジェシカ・ローズ・クラーク ×
3R終了 判定3-0（30-27、29-28、29-28）
第112試合 ライトヘビー級 5分3R
○  オヴィンス・サンプルー vs.  タイソン・ペドロ  ×
1R 2:54 ストレートアームバー
第13試合 ウェルター級 5分5R
○  レオン・エドワーズ vs.  ドナルド・セラーニ ×
5R終了 判定3-0（48-47、48-47、48-47）

### 各賞
ファイト・オブ・ザ・ナイト： シェーン・ヤング vs. ロランド・ディ
パフォーマンス・オブ・ザ・ナイト： オヴィンス・サンプルー、ソン・ヤドン
各選手にはボーナスとして5万ドルが授与された。

### カード変更
負傷などによるカードの変更は以下の通り。